# Alicellidae
Alicellidae (лат.) — семейство десятиногих ракообразных из отряда бокоплавов. Обитают на больших глубинах (706-8,480 метров), часто вблизи гидротермальных источников срединно-океанических хребтов. Падальщики. Семейство включает самого крупного из известных науке бокоплавов — Alicella gigantea. Самый крупный экземпляр этого вида размером в 28 см был сфотографирован на глубине 5300 м в Тихом океане. Самый большой из заснятых на подводную камеру имеет оценочную максимальную длину тела в 34 см.

## Роды
Семейство включает в себя следующие роды:
- Alicella Chevreux, 1899
- Apotectonia Barnard & Ingram, 1990
- Diatectonia Barnard & Ingram, 1990
- Paralicella Chevreux, 1908
- Tectovalopsis Barnard & Ingram, 1990
- Transtectonia Barnard & Ingram, 1990